# Полін Пармантьє
Полін Пармантьє (фр. Pauline Parmentier) — французька тенісистка, що виступає у WTA турі з 2000 року. 
Пормантьє почала займатися тенісом у 6 років. Вона п'ять років тренувалася в Тенісній академії Маратоглу. Першу перемогу в турнірах WTA туру вона здобула на Tashkent Open 2007. Наступного року вона виграла ще один турнір, а потім настала пауза в 10 років перед новою перемогою — в Istanbul Cup 2018.
Пармантьє представляла Францію на Пекінській олімпіаді 2008 року, й 16 разів у Fed Cup, де має 6 виграшів й 10 поразок.

## Фінали турнірів WTA

### Одиночний розряд: 4 (4–0)
| Результат | №  | Дата            | Турнір                                 | Поверхня       | Супротивниця      | Рахунок       |
| --------- | -- | --------------- | -------------------------------------- | -------------- | ----------------- | ------------- |
| Перемога  | 1. | 7 жовтня 2007   | Tashkent Open, Ташкент, Узбекистан     | Хард           | Вікторія Азаренко | 7–5, 6–2      |
| Перемога  | 2. | 20 липня 2008   | Gastein Ladies, Бад-Гаштайн, Австрія   | Ґрунт          | Луціє Градецька   | 6–4, 6–4      |
| Перемога  | 3. | 29 квітня 2018  | İstanbul Cup, Стамбул, Туреччина       | Ґрунт          | Полона Герцог     | 6–4, 3–6, 6–3 |
| Перемога  | 4. | 16 вересня 2018 | Tournoi de Québec, Квебек-Сіті, Канада | Килим (в залі) | Джессіка Пегула   | 7–5, 6–2      |

### Парний розряд: 1 (0–1)
| Результат | №  | Дата           | Турнір                         | Поверхня | Партнерка   | Супротивниці                   | Рахунок  |
| --------- | -- | -------------- | ------------------------------ | -------- | ----------- | ------------------------------ | -------- |
| Поразка   | 1. | 27 серпня 2011 | Texas Tennis Open, Даллас, США | Хард     | Алізе Корне | Альберта Бріянті Сорана Кирстя | 5–7, 3–6 |